# Francis Hofstein
Francis Hofstein, né le 9 octobre 1937 à Thionville dans la Moselle, est un psychiatre et psychanalyste français. Il est également écrivain et journaliste de jazz.

## Biographie
En 1940, à la suite de l’application du plan d’évacuation des populations civiles de la zone Maginot, il se retrouve avec ses parents à Marseille. De 1942 à 1945, il vit caché, parce que juif, dans une ferme isolée du Comtat Venaissin. Il rentre en Lorraine après la guerre. Les militaires américains qui fréquentent le domicile parental lui font découvrir le jazz. Il fait ses études de médecine à Strasbourg, comme externe de l’Hôpital civil, puis il est interne des hôpitaux psychiatrique de la Seine. En 1971, il soutient sa thèse de médecine intitulée Un cas de toxicomanie.   
En plus de son activité libérale de psychanalyste, il est directeur de l’externat médico-pédagogique de Sèvres, chargé de consultation au CMPP de Saint-Germain-en-Laye, puis au Centre Étienne Marcel, et au Centre hospitalier Sainte-Anne. Il enseigne la psychanalyse à Paris V Descartes de 1987 à 1992, après un an à Vincennes avec Serge Leclaire, et tient un séminaire de clinique psychanalytique à l’Hôpital Henri Rousselle à Paris.[réf. nécessaire]

## Jazz
Il entre à la rédaction de Jazz Magazine en 1965, de Soul Bag en 1968 et écrit dans Présence Africaine de 1969 à 1974. 
Il participe en 1988 à l'édition du Dictionnaire du Jazz, aux expositions That’s jazz, Der Sound des 20. Jahrhunderts et Le siècle du Jazz[réf. nécessaire]
Il publie en 1991 un Que sais-je ? sur le Rhythm and blues qui obtient le prix Langston Hughes de l'Académie du jazz[réf. nécessaire] et en 1996 une biographie de Muddy Waters.
Il rédige pour l'Encyclopædia Universalis les articles consacrés à Luther Allison et au blues, participe aux débats de l'Académie du Jazz et à divers colloques sur la musique noire en France et aux États-Unis. 
Il dirige les deux volumes L'Art du Jazz publiés en 2009 et 2011.

## Psychanalyse
Il commence son analyse avec Jacques Lacan en 1964, se forme à la psychanalyse à l’École Freudienne de Paris dont il est membre de 1966 à 1980 et fait un contrôle avec Serge Leclaire.   

### L'Ordinaire du Psychanalyste
Il y fonde en 1973 la revue L’Ordinaire du Psychanalyste, qui édite douze numéros et publie 232 articles sans signatures d’auteurs, et il la dirige avec Radmila Zygouris jusqu’à son arrêt volontaire en 1978. L’objectif est de « permettre aux analystes et analysants de parler de leur pratique de la psychanalyse avec […] liberté » et l’entreprise aura l’approbation et le soutien de Lacan.

L'Ordinaire du psychanalyste […] fut pendant cinq ans (1973-1978) le lieu d'expression d'une rébellion libertaire contre le conformisme des notables de la profession. 

[…] l'anonymat de Scilicet et l'anonymat de L'Ordinaire du Psychanalyste. Ce n'est pas du tout le même, et c'est très important. L'Ordinaire du Psychanalyste, est ce qu'il est ; il y a des textes tout à fait intéressants, qui ne sont pas patronnés ; il n'y a pas de griffe. Mais c'est là une tentative de non-signé, sinon d'anonymat, puisque ce n'est pas la même chose, qui vient comme une remise en question de l'entreprise de Scilicet qui, elle, est signée par Lacan. 

#### La passe
En mai 1968, il participe aux débats sur l'École Freudienne de Paris qui se tiennent chez Robert Lander. Il en sortira, à la demande du directoire de l'EFP, une proposition sur la passe que Lacan utilisera aux assises des 25 et 26 janvier 1969 sous l'appellation proposition B.
En 1976, il s'engage dans la passe, à l'issue de laquelle il est nommé AE. Il en sort, dit-il, « défait ». En 2017, il consacrera à cette expérience à la fois personnelle et inscrite dans l'histoire de l'École Freudienne un livre auquel il donnera pour titre La passe de Lacan.

#### Après la dissolution de l'EFP
Il participe à la fondation, en 1982, de la Fédération des Ateliers de Psychanalyse, avant d'une part de prendre de la distance avec les groupes et associations de psychanalystes et d'autre part d'écrire de nombreux articles pour diverses revues de psychanalyse et de sciences humaines.[réf. nécessaire]
Il intervient en juillet 2000 aux « États Généraux de la Psychanalyse » à la Sorbonne dont l'ambition est de « créer les conditions d’une nouvelle réflexion sur la psychanalyse, sur ses rapports avec les autres disciplines et sur les relations des psychanalystes entre eux ».  Il y traite de la transmission de la psychanalyse.

## Publications
- Au miroir du jazz, Éditions de la pierre, 1985
- Le rhythm and blues, Presses Universitaires de France, coll. « Que sais-je ? », 1991
- (dir. avec Christian Béthune), Revue d'esthétique, Jazz, Éditions Jean-Michel Place, 1991
- Jazz - Suite pour Sacha (avec Sacha Chimkevitch), Éditions Fragments, 1995.
- Le poison de la dépendance, Éditions du Seuil, 2000
- L'amour du corps, Odile Jacob, 2005
- (dir.) L'Art du Jazz, Éditions du Félin, 2009 et 2011
- Muddy Waters, Éditions du Félin, 2010 (première édition : Actes Sud, 1996)
- Un psychanalyste ordinaire (préface de Michel Plon), Éditions du Félin, 2015
- La passe de Lacan, Éditions du Félin, 2017
- Un amour de Lacan, Éditions le Retrait, 2020

## Décorations
Chevalier de l'ordre des Arts et des Lettres, le 17 juillet 2009.